# Lawrie Madden
Lawrie Madden (Hackney, 28 september 1955) is een Engels voormalig profvoetballer die als verdediger speelde.

## Clubcarrière
Lawrie Madden was profvoetballer van 1975 tot 1996 en won tijdens zijn loopbaan de Engelse League Cup met Sheffield Wednesday in 1991. De finale tegen Mancheser United werd met 0–1 gewonnen door de tweedeklasser. Madden viel in voor de Amerikaan John Harkes. Dat jaar promoveerde hij met Sheffield naar de Football League First Division. Hij speelde de meeste wedstrijden uit zijn loopbaan voor Sheffield, namelijk 212.
Madden kwam voorts uit voor clubs als Charlton Athletic (1978–1982), Millwall (1982–1983) en Wolverhampton Wanderers (1991–1993). Stoppen deed hij in 1996 bij Chesterfield.

## Erelijst
| Competitie          |                     |                     |
| Competitie          | Aantal              | Jaren               |
| Sheffield Wednesday | Sheffield Wednesday | Sheffield Wednesday |
| ------------------- | ------------------- | ------------------- |
| League Cup          | 1×                  | 1990/91             |